# Branter i Danoområdet
Branter i Danoområdet este o arie protejată (arie specială de conservare — SAC, sit de importanță comunitară — SCI) din Suedia întinsă pe o suprafață de 65,5 ha, integral pe uscat.

## Localizare
Centrul sitului Branter i Danoområdet este situat la coordonatele 59°20′20″N 11°50′36″E / 59.3389°N 11.8432°E.

## Înființare
Situl Branter i Danoområdet a fost declarat sit de importanță comunitară în mai 2001 pentru a proteja un număr necunoscut de specii din flora spontană și fauna sălbatică aflate în arealul zonei. Situl a fost protejat și ca arie specială de conservare în martie 2011.

## Biodiversitate
Situată în ecoregiunea boreală, aria protejată conține 1 habitat natural: Pante stâncoase silicioase cu vegetație casmofită.
La baza desemnării sitului se află un număr nedeclarat de specii protejate.